# Santa Cruz do Piauí
Santa Cruz do Piauí é um município brasileiro do estado do Piauí. Localiza-se a uma latitude 07º11'07" sul e a uma longitude 41º46'03" oeste, estando a uma altitude de 190 metros. Sua população estimada em 2004 era de 5 682 habitantes.
Possui uma área de 615,37 km².

## História
A Fazenda Tranqueira, de propriedade de Manoel Clementino de Souza Martins, foi o primeiro núcleo a se formar no atual Município, no século XIX. A cera de carnaúba, com boa cotação, levou Manoel Clementino a recrutar grande número de trabalhadores para sua exploração, resultando no desenvolvimento do povoado, mais tarde, transferido para Estreito, local de uma concorrida feira livre. O povoado, situado às margens do rio Itaim, cresceu rapidamente. Entretanto, em 1940, em virtude dos rigores do inverno, chegou a ser quase totalmente destruído pelo rio. O fato levou a população a decidir pela transferência para local mais seguro, a um quilômetro do primitivo núcleo. A primeira casa construída foi a do fundador Manoel Clementino, em 1943. A localidade recebeu a denominação de Santa Cruz. Em 1956, erigiu-se a Igreja Matriz de Nossa Senhora de Santana, padroeira da cidade. Em 30 de novembro do mesmo ano, Santa Cruz se torna um município, sob nome de Santa Cruz do Piauí, emancipando-se de Oeiras.

## Filhos ilustres
- Ver Biografias de santa-cruzenses notórios